# Chapelle Notre-Dame-des-Sans-Logis-et-de-Tout-le-Monde
La chapelle Notre-Dame-des-Sans-Logis-et-de-Tout-le-Monde est une chapelle située sur le territoire de la commune de Noisy-le-Grand dans le département français de la Seine-Saint-Denis et la région Île-de-France.

## Historique
Bâtie en 1957 sur le lieu-dit "Château de France" (actuel quartier des Hauts-Bâtons) et déplacée en 1970, la chapelle ressemble à une hutte et rappelle les abris sommaires mis en place par l’Abbé Pierre, pour abriter des familles sans habitation après l’hiver 1954. Sa construction a été rendue possible grâce au financement de l'acteur britannique Charlie Chaplin. 
Les pratiquants de la paroisse Saint Sulpice de Noisy éprouvant de la répulsion au contact des familles du camp, le père Joseph Wresinski décide d'édifier une chapelle qui sera la leur. Elle est donc construite avec l'aide des habitants du camp des sans-logis au plus haut du terrain. Les bâtisseurs sont les bénévoles de divers pays, des non-croyants et croyants de différentes religions. 
Monique Midy, peintre et sculpteur en sera le maître d'œuvre. L'architecture rappelle la forme des "igloos" et la structure est constituée des mêmes matériaux trouvés et utilisés, à l'époque, par les sans-logis pour la construction de leurs abris de fortune: Des moellons, du bois, des galets qui serviront de dalles pour le sol, des bouts de tôles dont la plupart ont été récupérés dans une décharge,. 
Monique Midy enrôle le peintre Jean Bazaine et Marguerite Huré, le maître-verrier de Notre Dame du Raincy, qui réalisent conjointement cinq vitraux évoquant les cinq mystères glorieux du Rosaire (Résurrection, Ascension, Pentecôte, Assomption, Couronnement de la Très Sainte Vierge Marie). Ces vitraux en verre antique ont été peints à la grisaille. 
La croix du chœur, œuvre du forgeron du village de Monique Midy est là depuis l'origine. La statue de la vierge qui appartenait au père Wresinski a longtemps occupé le bureau de sa baraque du camp. 
Vers 1968-1969, au moment de la suppression du camp, la chapelle a été déplacée "pierre par pierre", du point le plus haut du terrain (actuellement occupé par l'école Van Gogh) à son emplacement d'aujourd'hui. 
En 2013, elle reçoit le label Patrimoine du XXe siècle. Deux ans plus tard, elle est inscrite au titre des monuments historiques, en 2015. Puis, le 29 avril 2016, elle est classée au titre des monuments historiques,,.